# The Rembrandts
A The Rembrandts amerikai pop-rock duó, melynek tagjai Danny Wilde és Phil Solem. 1989-ben alakultak Los Angelesben. Legismertebb daluk az I'll Be There for You, amely a Jóbarátok című sorozat főcímdalaként szolgál.
Wilde korábban a The Quick nevű együttes tagja volt, illetve több mérsékelten sikeres szóló albumot is megjelentetett a nyolcvanas években. Wilde és Solem a Great Buildings nevű power pop zenekar tagjai is voltak. Az együttes egy nagylemezt adott ki 1981-ben, majd feloszlott.
Wilde és Solem 1989-ben megalapították a The Rembrandts-ot. Egy évvel később meg is jelentették első nagylemezüket.

## Diszkográfia
- The Rembrandts (1990)
- Untitled (1992)
- LP (1995)
- Spin This (Danny Wilde + The Rembrandts néven) (1998)
- Lost Together (2001)
- Choice Picks  (2005)
- Greatest Hits (2006)
- Via Satellite  (2019)